# Schulmuseum Mühlebach

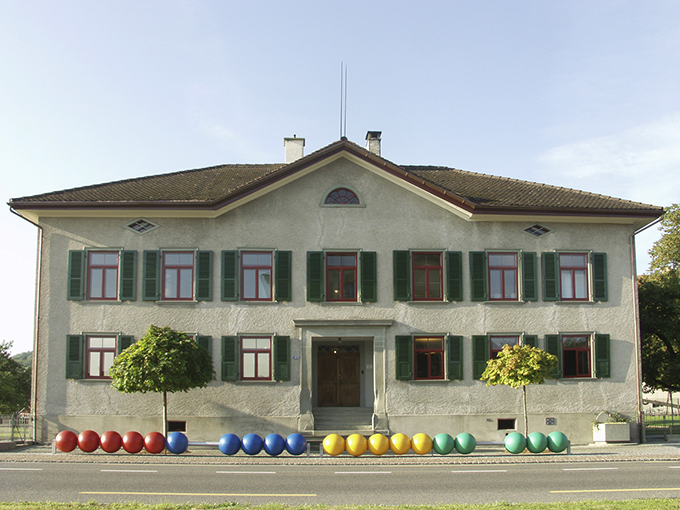
Schulmuseum Mühlebach im ehemaligen Schulhaus Mühlebach in Amriswil

Das Schulmuseum Mühlebach in Amriswil im Schweizer Kanton Thurgau ist ein überregionales Museum für Schulgeschichte und Aspekte der Schweizer Schulkultur. Die Sammlung setzt in erster Linie auf Objekte aus dem Kanton Thurgau. Träger des Museums ist die Stiftung Schulmuseum Mühlebach.

## Museumskonzept
Durch die Aufnahme in das kantonale Kulturkonzept und die Einstufung der Denkmalpflege als «erhaltenswertes Gebäude» etablierte sich das Schulmuseum in schul- und alltagsgeschichtlichen Kreisen. Den Zugang zu schulgeschichtlichen Themen und zur Kulturgeschichte bringt das Museum durch sein verschiedenartiges Raumangebot zur Geltung. Gleichzeitig ist ein Ort der Begegnung entstanden. Schulgeschichtliche Aspekte werden im Rahmen der Aus- und Weiterbildung für Lehrkräfte vermittelt. Im Bereich der Forschung will das Schulmuseum wissenschaftlichen Ansprüchen genügen.

## Vom Schulhaus zum Museum
Die allgemeine Schulpflicht wurde im Kanton Thurgau im Jahr 1833 eingeführt. 1844 vereinigten sich die drei Schulgemeinden Mühlebach, Biessenhofen und Schocherswil. Daraufhin wurde das Schulhaus Mühlebach gebaut und 1846 wurde der Schulbetrieb aufgenommen. Erst 1942 wurde die Schulgemeinde Mühlebach in die Schulgemeinde Amriswil integriert. Bis 1989 wurde im alten Schulhaus unterrichtet. Im Jahr 1999 sollte das Haus abgebrochen werden. Es schloss sich eine Interessengruppe zusammen und diese gründete die Stiftung Schulmuseum Mühlebach. Die Stiftung wendete den Abbruch ab und erstellte in mühsamer Sucharbeit die Objektsammlung. Im Jahr 2002 wurde das erste und bis dahin einzige Schulmuseum der Schweiz eröffnet.

## Pisé – alte Bautechnik
Das ehemalige Schulhaus Mühlebach entspricht in seiner architektonischen Form einem weitverbreiteten Typ; die Bauweise des Schulmuseums als Pisébau auf Lehmbasis hingegen ist aussergewöhnlich. 

## Die Sammlung im Jahr 2013
Nach zehnjähriger Sammlungstätigkeit ist der Fundus des Schulmuseums sehr ansehnlich geworden. Das Schulhaus als Permanentausstellung konnte wunschgemäss eingerichtet werden. Seit 2001 wurden drei thematische Ausstellungen realisiert und verschiedene zur Ausleihe angebotenen Museumskoffer aus dem eigenen Sammlungsgut bestückt. Die Sammlung umfasst genug Objekte für weitere Ausstellungen.
Die Sammlungstätigkeit verfolgt im Weiteren das Ziel, umfassend genug zu werden um die thurgauische Schulgeschichte repräsentativ zu belegen. Zwei unterschiedliche Sammelstrategien werden verfolgt: exemplarisches Sammeln, um genügend Objekte am Lager zu haben für weitere Ausstellungen und umfangreiche geschichtliche Dokumentationen, die in manchen Bereichen gesammelt werden bis zur Vollständigkeit. Aus diesen Sammlungsstrategien definiert sich eine Nebensammlung und eine Kernsammlung. Der Entscheid, auf den Ausbau bestimmter Teilbereiche der Sammlung zu verzichten, ist zeitgleich mit der Vernetzung anderer schulgeschichtlichen Sammlungen in der Schweiz erfolgt (Schweizer Kindermuseum in Baden, Berner und Waadtländer Sammlung für Schulgeschichte etc.)
Die Sammlung wird aufgebaut aus dem Schulgut der thurgauischen Volksschule und exemplarisch ergänzt mit ausserkantonalen Schulutensilien. Sie ist zeitlich begrenzt von der Helvetik, der Aufbauzeit der staatlichen Volksschule, bis zur Gegenwart (200 Jahre Schulgeschichte). Zur Hauptsache ist die Sammlung schülerorientiert, aber auch Nachlässe von Lehrpersonen sind vorhanden.

## Wechselausstellungen
1. Tatort Schule (2002–2006)

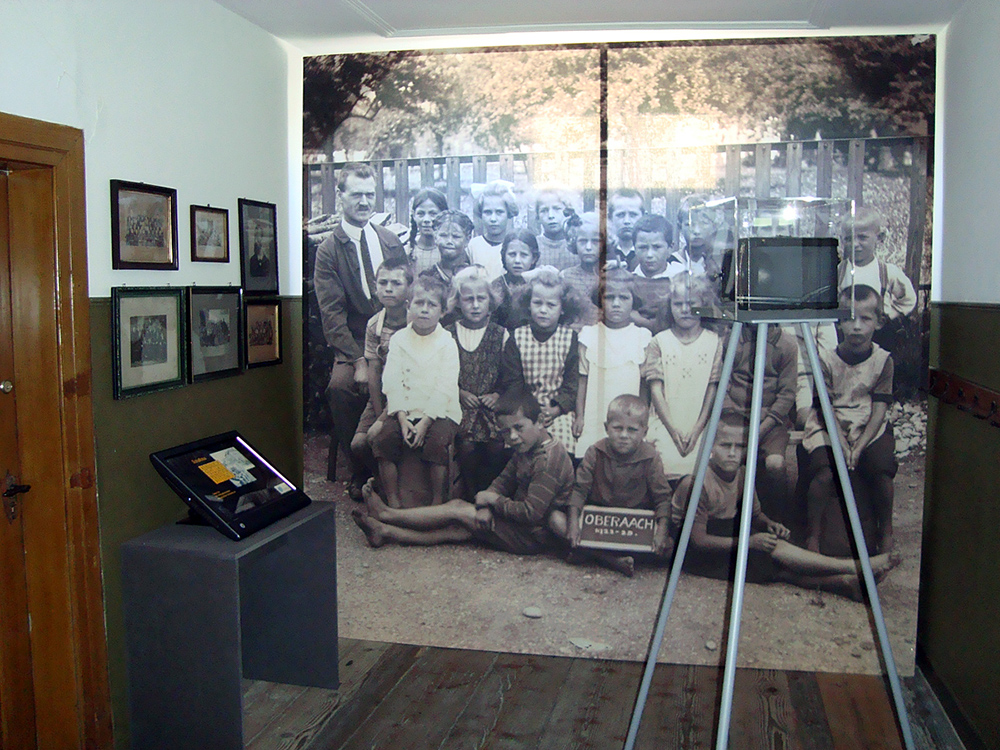
Ansichtssache – Das Bild in der Schule

Die erste Ausstellung des Schulmuseums war von 2002 bis 2006 zu sehen. Einen Schwerpunkt wurde auf die 1920er und 1930er Jahre gesetzt. In den einzelnen Erlebnisräumen wurden die Anfänge der individualisierten Schule und das reformpädagogische Prinzip der Arbeitsschule dokumentiert. Erleben – Erfahren, Greifen – Begreifen, Messen – Vermessen sowie gemessen werden lauteten die Etappen der Wechselausstellung. Geboten wurde ein vertiefter Einblick in die 1920er und 1930er Jahre.
2. Aller Anfang ist schwer – ABC und 1x1 (2006–2012)
Im Zentrum der im August 2006 eröffneten Ausstellung stehen die Kerndisziplinen Lesen, Schreiben und Rechnen. Die Besucher begeben sich auf eine Zeitreise. Einige ausgewählte Kapitel der 200-jährigen Entwicklung der Volksschule zeigen die «schwierigen Anfänge» der Schule auf. Was täten wir ohne Buchstaben und Zahlen? Wann ist ein Kind schulreif? Wie entwickelte sich die Buchschule zur staatlichen Volksschule? Welche Welten eröffnen sich Kindern, nach der ersten Begegnung mit dem Alphabet?
3. Ansichtssache – Das Bild in der Schule (seit 2012)
Bilder sind im Schulunterricht unentbehrlich geworden, auch wenn Wort und Text weiterhin dominieren. Die Lehrkräfte waren sich in der Bildungsgeschichte keineswegs immer einig über den erzieherischen Nutzen der Bilder. Die einen preisen sie noch heute als wertvolle Anschauungsmittel, während andere hingegen vor der Gefahr der Wirklichkeitsverzerrung, ja gar der Manipulation warnen. Sie wollen die Schulkinder die Welt lieber erfahren, erfühlen und erleben lassen als ihnen diese mit Bildern erklären.

## Dauerausstellung
Schulzimmer 1920

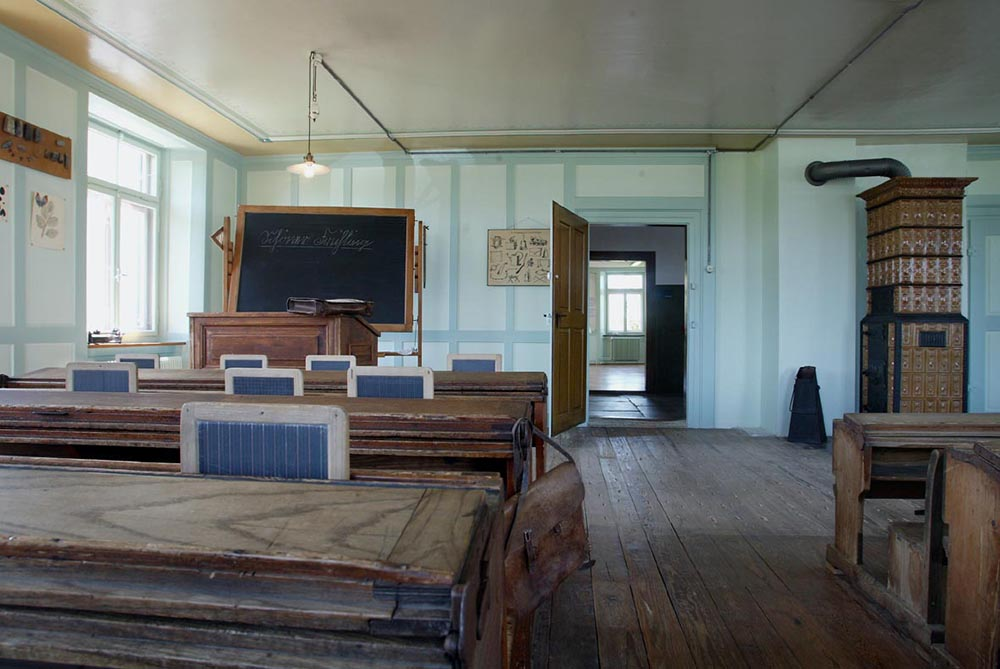
Schulzimmer 1920–1930

Ergänzt wird die Ausstellung durch das alte Schulzimmer im ersten Obergeschoss. Die beispielhafte Dauerausstellung macht Schulgeschichte erlebbar. Es vermittelt originalgetreu die Stimmung aus den 1920er Jahren.
Ein Rundgang führt über zehn Stationen vom Keller bis zum Estrich durch das ganze Museum:
1. Anschauung ist das Fundament der Erkenntnis
2. Die Geschichte des Bildes
3. Visuelle Wahrnehmung
4. Wie funktioniert die Welt?
5. Verzauberte Welt
6. Heimat und Fremde
7. Bild und Religion
8. Künstler gestalten Schulbücher
9. Die Schulfotografie
10. Hans Baumgartner – Lehrer und Fotograf (1911–1996)

## StiftungSchulmuseum Mühlebach
Die Stiftung Schulmuseum Mühlebach wird durch einen Stiftungsrat vertreten. Museumsleiter und Präsident des Stiftungsrates ist Hans Weber.